# Tamerna Guedima
Tamerna Guedima (também escrito Tamerna Kedima ou apenas Kedima) é uma vila situada na comuna de Sidi Amrane, no distrito de Djamaa, província de El Oued, Argélia. A vila está localizada a oeste da rodovia N3, 8 quilômetros (5 milhas) ao sul de Djamaa.